# 소 사다모리

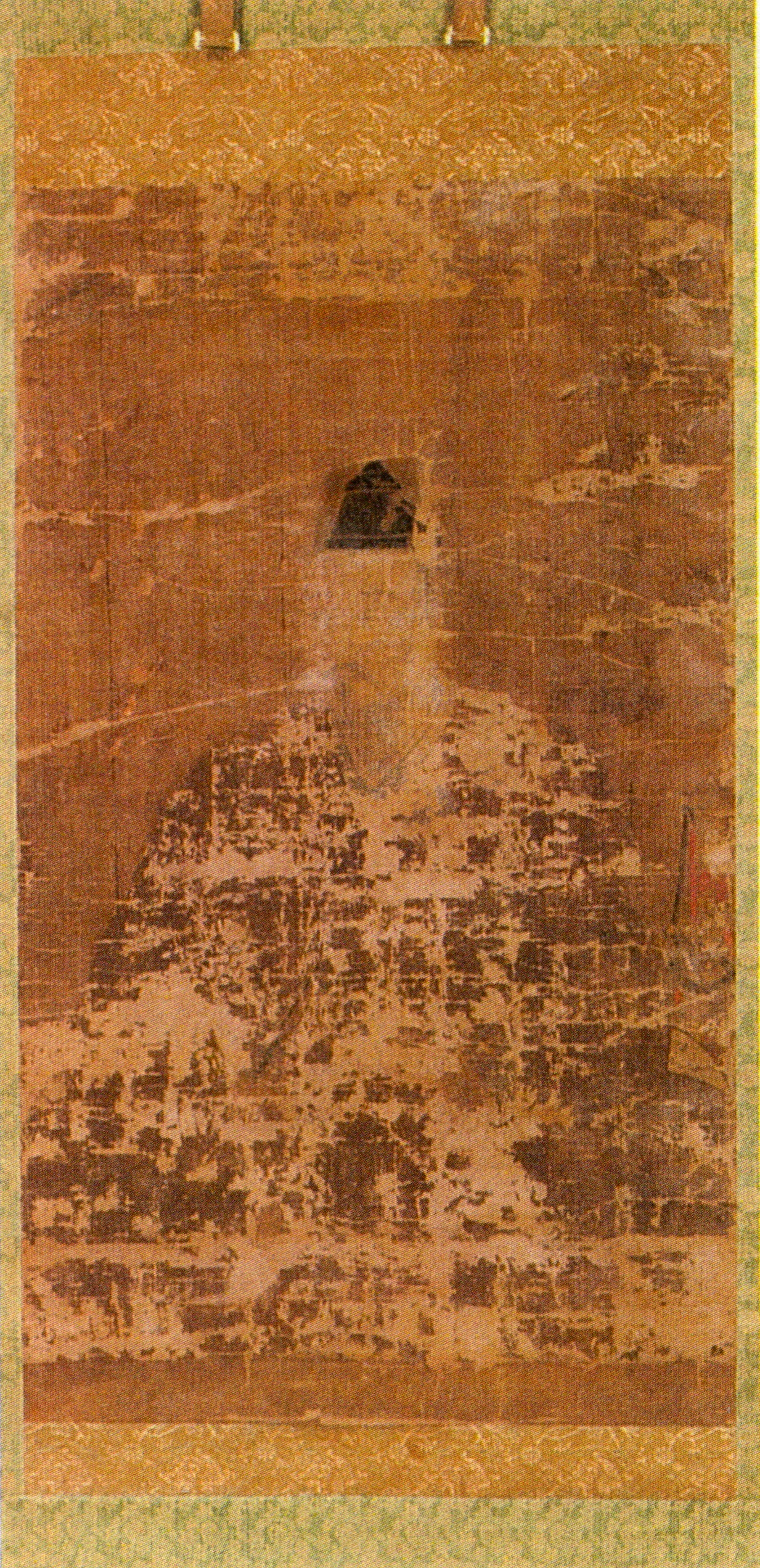
소 사다모리

소 사다모리(일본어: 宗貞盛, 1385년 추정 ~ 1452년 7월 8일(음력 6월 22일))은 무로마치 시대 초기부터 중기까지의 무장으로 쓰시마국의 슈고 다이묘이다. 소 씨(宗氏)의 제9대 당주이다. 제8대 당주 소 사다시게(宗貞茂)의 아들이며 아명은 쓰쓰오마루(都都熊丸)이다. 《세종실록》은 도도웅와(都都熊瓦)로 기록되어 있으며 사다모리의 아명과 겐푸쿠 뒤의 이름이 혼재되어 등장한다.
1418년 부친 사다시게가 죽자 소 씨의 가독을 이어받았다. 이듬해 조선이 군사를 보내 쓰시마를 정벌하려 하자 (대마도 정벌), 사다모리는 이에 맞서서 싸우기도 했다. 전후에는 조선과의 관계 회복에 노력하고 1441년에는 조선 근해에서 쓰시마 어부들이 어업을 할 수 있도록 하는 조약을 조선 측과 합의하여 사실상 조선과의 무역을 독점하였다. 그러나 조선과의 관계를 물꼬를 트려던 주고쿠 지방의 오우치 씨와 적대하기 시작, 이로 인해 소 씨가 점거하던 일본 본토의 영토 상당수를 오우치 씨에게 뺏기고 만다.
1452년에 68세를 일기로 사망하였고 당주는 아들인 시게모토가 뒤를 이었다.

## 같이 보기
- 쓰시마국

## 소 사다모리가 등장한 작품
- 용의 눈물 (KBS,1998년) - 배우 박경득
- 대왕 세종 (KBS,2008년) - 배우 장세진